# DA08

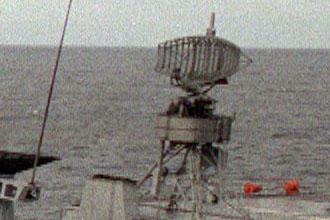
O radar DA08.

DA08 é um radar de aviso aéreo de médio alcance de origem holandesa, fabricado pelo Grupo Thales (Thales Nederland B.V., anteriormente Hollandse Signaalapparaten B.V.). É um dos radares utilizados pela Marinha Portuguesa, estando equipado na fragata Vasco da Gama.